# Црква Светог цара Константина и царице Јелене у Календеровцима
Црква Светог цара Константина и царице Јелене у Календеровцима, насељеном месту на територији општине Дервенте, припада Епархији зворничко–тузланској Српске православне цркве.

## Историјат
Црква Светог цара Константина и царице Јелене у Календеровцима је димензија 14×11 метара. Пре садашње цркве је постојао старији храм из 1936. године, који је због трошности порушен 80-тих година 20. века. Поред њега је 1988. године почела градња садашњег храма. Темеље новог храма је освештао 23. октобра 1988. епископ зворничко-тузлански Василије Качавенда. Градња се одвијала уз потешкоће које су долазила од антицрквеног деловања тадашње општинске власти Дервенте. Касније су ратна дешавања на простору Босне и Херцеговине 1992—1995. године потпуно прекинуле градњу. Црква Светог цара Константина и царице Јелене је завршена 2003. године, а освештао га је 13. јула епископ зворничко-тузлански Василије Качавенда.
Иконостас од храстовине је израдио Предраг Милаковић из Календероваца, а иконе на иконостасу је осликао јереј Перица Параклис из Бранковине. Календеровачку парохију, 1890. године детловачку, чине насеља Календеровци, Горњи Детлак и Дријен.